# Рокицький Яків Кузьмич
Яків Кузьмич Рокицький (?, тепер Житомирська область — ?) — український радянський діяч, бригадир тракторної бригади Корнинської МТС Корнинського (Попільнянського) району Житомирської області. Депутат Верховної Ради СРСР 2-го скликання.

## Життєпис
Народився в селянській родині. До 1941 року працював трактористом Корнинської машинно-тракторної станції (МТС) Корнинського району Житомирської області.
З 1944 року — бригадир тракторної бригади Корнинської машинно-тракторної станції (МТС) Корнинського (тепер Попільнянського) району Житомирської області.

## Нагороди
- мала срібна медаль Всесоюзної сільськогосподарської виставки (1940)
- медалі